# Celtic Glasgow/Saison 1998/99
Die Celtic Glasgow Saison 1998/99 war die 105. Spielzeit des schottischen Fußballvereins aus Glasgow seit deren Gründung am 6. November 1887. In dieser Saison wurde Celtic Vizemeister in Schottland hinter den Glasgow Rangers. Im nationalen Pokal unterlag Celtic im Finale gegen die Rangers im Old Firm-Derby. Im Ligapokal schied die Mannschaft in der dritten Runde gegen den Zweitligisten Airdrieonians FC aus. Als amtierender Meister startete Celtic im Europapokal zunächst in der Champions League. In der 1. Qualifikationsrunde gewann Celtic gegen St Patrick’s Athletic aus Irland, bevor es in der 2. Qualifikationsrunde eine Niederlage gegen Croatia Zagreb gab. Als unterlegene Mannschaft zog Celtic in die erste Runde des UEFA-Pokals ein. Nach einem Sieg über Vitória Guimarães, verlor Celtic in der 2. Runde gegen den FC Zürich.
Der schwedische Stürmer Henrik Larsson wurde mit 29 erzielten Toren Torschützenkönig in Schottland. Außerdem wurde er am Ende der Saison von den Spielern und Journalisten jeweils zu Schottlands Fußballer des Jahres gewählt.
Der ewige Rivale, die Rangers gewannen in der Saison 1998/99 das nationale Triple aus Meisterschaft, Pokal- und Ligapokal.

## Personalien
| Nat.        | Name              | Geburtsdatum  | im Verein seit | vorheriger Verein    |
| Torhüter    | Torhüter          | Torhüter      | Torhüter       | Torhüter             |
| ----------- | ----------------- | ------------- | -------------- | -------------------- |
| Schottland  | Barry Corr        | 13. Jan. 1981 | 1996           | eigene Jugend        |
| Irland      | James Gallagher * | 13. Feb. 1980 | 1996           | Glenea United        |
| Schottland  | Jonathan Gould    | 18. Juli 1968 | 1997           | Bradford City        |
| Schottland  | Stewart Kerr      | 13. Nov. 1974 | 1991           | eigene Jugend        |
| Schottland  | Andy McCondichie  | 21. Aug. 1977 | 1995           | eigene Jugend        |
| Abwehr      |                   |               |                |                      |
| Italien     | Enrico Annoni     | 10. Juli 1966 | 1996           | AS Rom               |
| Schottland  | Tom Boyd          | 24. Nov. 1965 | 1992           | FC Chelsea           |
| Schottland  | Marc Cocozza *    | 8. Jan. 1980  | 1995           | eigene Jugend        |
| Nordirland  | John Convery *    | 1. Apr. 1980  | 1997           | eigene Jugend        |
| Irland      | Jim Goodwin *     | 20. Nov. 1981 | 1997           | Tramore Athletic     |
| Schottland  | Malky Mackay      | 19. Feb. 1972 | 1993           | FC Queen’s Park      |
| Frankreich  | Stéphane Mahé     | 23. Sep. 1968 | 1997           | Stade Rennes         |
| Schweden    | Johan Mjällby     | 9. Feb. 1971  | 1998           | AIK Solna            |
| Schottland  | Tosh McKinlay     | 3. Dez. 1964  | 1994           | Heart of Midlothian  |
| Schottland  | Jackie McNamara   | 24. Okt. 1973 | 1995           | Dunfermline Athletic |
| Norwegen    | Vidar Riseth      | 21. Apr. 1972 | 1998           | LASK                 |
| England     | Alan Stubbs       | 6. Okt. 1971  | 1996           | Bolton Wanderers     |
| Danemark    | Marc Rieper       | 5. Juni 1968  | 1997           | West Ham United      |
| Mittelfeld  |                   |               |                |                      |
| Niederlande | Regi Blinker      | 4. Juni 1969  | 1997           | Sheffield Wednesday  |
| Schottland  | Craig Burley      | 24. Sep. 1971 | 1997           | FC Chelsea           |
| Irland      | Gerard Crossley * | 5. Feb. 1980  | 1996           | eigene Jugend        |
| Schottland  | Simon Donnelly    | 1. Dez. 1974  | 1993           | FC Queen’s Park      |
| Schottland  | David Hannah      | 4. Aug. 1973  | 1996           | Dundee United        |
| Irland      | Colin Healy       | 14. März 1980 | 1997           | eigene Jugend        |
| Schottland  | Paul Lambert      | 7. Aug. 1969  | 1997           | Borussia Dortmund    |
| Schottland  | John-Paul McBride | 28. Nov. 1978 | 1995           | eigene Jugend        |
| Slowakei    | Ľubomír Moravčík  | 22. Juni 1965 | 1998           | MSV Duisburg         |
| Schottland  | Phil O’Donnell    | 25. März 1972 | 1994           | FC Motherwell        |
| Danemark    | Morten Wieghorst  | 25. Feb. 1971 | 1995           | FC Dundee            |
| Angriff     |                   |               |                |                      |
| Norwegen    | Harald Brattbakk  | 1. Feb. 1971  | 1997           | Rosenborg Trondheim  |
| Schottland  | Mark Burchill     | 18. Aug. 1980 | 1997           | eigene Jugend        |
| Schottland  | Barry Elliott *   | 24. Okt. 1978 | 1996           | eigene Jugend        |
| Schottland  | Darren Jackson    | 25. Juli 1966 | 1997           | Hibernian Edinburgh  |
| England     | Tommy Johnson     | 15. Jan. 1971 | 1997           | Aston Villa          |
| Schweden    | Henrik Larsson    | 20. Sep. 1971 | 1997           | Feyenoord Rotterdam  |
| Schottland  | Brian McLaughlin  | 14. Mai 1974  | 1992           | eigene Jugend        |
| Australien  | Mark Viduka       | 9. Okt. 1975  | 1998           | Croatia Zagreb       |

### Transfers
Celtic verpflichtete in der Sommerpause 1998 den norwegischen und schwedischen Abwehrspieler Vidar Riseth und Johan Mjällby. Später wurden für die Offensive der Landsmann von Trainer Vengloš, der slowakische Spielmacher Ľubomír Moravčík und der australische Stürmer Mark Viduka verpflichtet.
| Zugänge | Abgänge |
| --- | --- |
| Sommer 1998 - Mark Burchill (eigene Jugend) - Barry Corr (eigene Jugend) - Colin Healy (eigene Jugend) - Andy McCondichie (Hamilton Academical) w.a. - Johan Mjällby (AIK Solna) - Ľubomír Moravčík (MSV Duisburg) - Vidar Riseth (LASK) - Tony Warner (FC Liverpool) a. - Mark Viduka (Croatia Zagreb) Winter 1997/98 - Scott Marshall (FC Southampton) a. | Sommer 1998 - Marc Anthony (FC Clydebank) a. - Pat Bonner (Karriereende) - Stuart Gray (FC Reading) - Gerry Lyttle (Peterborough United) - Malky Mackay (Norwich City) - Graeme Morrison (Tampereen Pallo-Veikot) Winter 1998/99 - David Hannah (Dundee United) - Darren Jackson (Heart of Midlothian) - John-Paul McBride (FC St. Johnstone) - Brian McLaughlin (Dundee United) a. |

## Spielkleidung
| Heim | Auswärts |

## Saison

### Liga
Mit der Saison 1998/99, der 102. der höchsten schottischen Liga, wurde diese von der Scottish Premier Division zur Scottish Premier League. Celtic wurde in dieser Saison mit sechs Punkten Rückstand Vizemeister hinter den Rangers. Celtic erzielte sechs Tore mehr als der Meister, nicht zuletzt dank Henrik Larsson der in 36 Ligaspielen 29 Tore erzielte und Torschützenkönig wurde. Larsson wurde am Ende der Saison von den Spielern und Journalisten jeweils zu Schottlands Fußballer des Jahres gewählt.
Celtic startete als amtierender Meister mit einem 5:0-Heimsieg gegen Dunfermline Athletic in die neue Spielzeit. Dies war der einzige Spieltag an dem die Mannschaft auf dem ersten Tabellenplatz stand. Bereits am 2. Spieltag gab es eine überraschende Niederlage in Aberdeen trotz eines Dopeelpacks von Henrik Larsson. Im August und September 1998 reihten sich drei Unentschieden in Folge und eine Niederlage gegen den FC St. Johnstone ein, wodurch Celtic bis auf Platz fünf in der Tabelle abrutschte. Bis in den Winter hatte Celtic teilweise 10 bis 12 Punkte Rückstand auf die Rangers, obwohl Celtic im November 1998 die Rangers mit 5:1-besiegen konnte. Bis zum 23. Spieltag im Februar 1999 lag Celtic stets auf Platz drei hinter dem FC Kilmarnock. Celtic erholte sich in der Liga und startete eine Aufholjagd. Im Januar und Februar 1999 gewann Celtic sechs Ligaspiele in folge, konnte die Rangers aber dennoch nicht am Gewinn der Meisterschaft hindern. Die Rangers gewannen den Titel drei Spieltage vor dem Ende der Saison am 2. Mai 1999, nachdem sie unter kontroversen Umständen im Celtic Park den Old Firm-Rivalen Celtic mit 3:0 besiegt hatten.
| ST | Datum              | Gegner               | Ort      | Ergebnis | Tor(e) für Celtic Glasgow                |
| -- | ------------------ | -------------------- | -------- | -------- | ---------------------------------------- |
| 1  | 1. August 1998     | Dunfermline Athletic | Heim     | 5:0      | Burley (3×), Donnelly, MacKay            |
| 2  | 16. August 1998    | FC Aberdeen          | Auswärts | 2:3      | Larsson (2×)                             |
| 3  | 22. August 1998    | Dundee United        | Heim     | 2:1      | Burley, Burchill                         |
| 4  | 29. August 1998    | FC Dundee            | Auswärts | 1:1      | Burley                                   |
| 5  | 12. September 1998 | FC Kilmarnock        | Heim     | 1:1      | Blinker                                  |
| 6  | 20. September 1998 | Glasgow Rangers      | Auswärts | 0:0      |                                          |
| 7  | 23. September 1998 | FC St. Johnstone     | Heim     | 0:1      |                                          |
| 8  | 26. September 1998 | Heart of Midlothian  | Heim     | 1:1      | Donnelly                                 |
| 9  | 3. Oktober 1998    | FC Motherwell        | Auswärts | 2:1      | Brattbakk, Lambert                       |
| 10 | 17. Oktober 1998   | Dunfermline Athletic | Auswärts | 2:2      | Brattbakk, Larsson                       |
| 11 | 24. Oktober 1998   | FC Aberdeen          | Heim     | 2:0      | Donnelly (2×)                            |
| 12 | 31. Oktober 1998   | FC Kilmarnock        | Auswärts | 0:2      |                                          |
| 13 | 7. November 1998   | FC Dundee            | Heim     | 6:1      | Burchill (2×), Larsson (3×), Donnelly    |
| 14 | 14. November 1998  | FC St. Johnstone     | Auswärts | 1:2      | Larsson                                  |
| 15 | 21. November 1998  | Glasgow Rangers      | Heim     | 5:1      | Burchill, Larsson (2×), Moravčík (2×)    |
| 16 | 28. November 1998  | FC Motherwell        | Heim     | 2:0      | Larsson, O’Donnell                       |
| 17 | 6. Dezember 1998   | Heart of Midlothian  | Auswärts | 1:2      | O’Donnell                                |
| 18 | 12. Dezember 1998  | Dundee United        | Auswärts | 1:1      | Larsson                                  |
| 19 | 19. Dezember 1998  | Dunfermline Athletic | Heim     | 5:0      | Larsson (2×), Mjällby, Moravčík (2×)     |
| 20 | 27. Dezember 1998  | FC Dundee            | Auswärts | 3:0      | Larsson, O’Donnell, Riseth               |
| 21 | 3. Januar 1999     | Glasgow Rangers      | Auswärts | 2:2      | Larsson, Stubbs                          |
| 22 | 31. Januar 1999    | FC St. Johnstone     | Heim     | 5:0      | Brattbakk (3×), Moravčík, Larsson        |
| 23 | 6. Februar 1999    | Heart of Midlothian  | Heim     | 3:0      | Larsson (3×)                             |
| 24 | 21. Februar 1999 1 | FC Motherwell        | Auswärts | 7:1      | Burchill, Burley, Larsson (4×), Moravčík |
| 25 | 27. Februar 1999 1 | Dundee United        | Heim     | 2:1      | Burley, Larsson                          |
| 26 | 17. Februar 1999   | FC Kilmarnock        | Heim     | 1:0      | Riseth                                   |
| 27 | 14. März 1999      | FC Aberdeen          | Auswärts | 5:1      | Burley, Larsson (2×), Viduka (2×)        |
| 28 | 21. März 1999      | FC Kilmarnock        | Auswärts | 0:0      |                                          |
| 29 | 3. April 1999      | FC Dundee            | Heim     | 5:0      | Blinker, Burley, Larsson (2×), Viduka    |
| 30 | 14. April 1999     | Heart of Midlothian  | Auswärts | 4:2      | Blinker, Riseth, Viduka (2×)             |
| 31 | 17. April 1999     | FC Motherwell        | Heim     | 1:0      | Larsson                                  |
| 32 | 24. April 1999     | FC St. Johnstone     | Auswärts | 0:1      |                                          |
| 33 | 2. Mai 1999        | Glasgow Rangers      | Heim     | 0:3      |                                          |
| 34 | 8. Mai 1999        | Dunfermline Athletic | Auswärts | 2:1      | Johnson (2×)                             |
| 35 | 15. Mai 1999       | FC Aberdeen          | Heim     | 3:2      | Blinker, Burchill, Johnson               |
| 36 | 25. Mai 1999       | Dundee United        | Auswärts | 2:1      | Burchill (2×)                            |

### Abschlusstabelle
| Pl. | Verein                  | Sp. | S  | U  | N  | Tore    | Diff. | Punkte |
| --- | ----------------------- | --- | -- | -- | -- | ------- | ----- | ------ |
| 1.  | Glasgow Rangers         | 36  | 23 | 8  | 5  | 078:310 | +47   | 77     |
| 2.  | Celtic Glasgow (M, L)   | 36  | 21 | 8  | 7  | 084:350 | +49   | 71     |
| 3.  | FC St. Johnstone        | 36  | 15 | 12 | 9  | 039:380 | +1    | 57     |
| 4.  | FC Kilmarnock           | 36  | 14 | 14 | 8  | 047:290 | +18   | 56     |
| 5.  | FC Dundee (N)           | 36  | 13 | 7  | 16 | 036:560 | −20   | 46     |
| 6.  | Heart of Midlothian (P) | 36  | 11 | 9  | 16 | 044:500 | −6    | 42     |
| 7.  | FC Motherwell           | 36  | 10 | 11 | 15 | 035:540 | −19   | 41     |
| 8.  | FC Aberdeen             | 36  | 10 | 7  | 19 | 043:710 | −28   | 37     |
| 9.  | Dundee United           | 36  | 8  | 10 | 18 | 037:480 | −11   | 34     |
| 10. | Dunfermline Athletic    | 36  | 4  | 16 | 16 | 028:590 | −31   | 28     |

Platzierungskriterien: 1. Punkte – 2. Tordifferenz – 3. geschossene Tore

| Saison 1998/99 |

| Zum Saisonende 1997/98 |                                   |
| (M)                    | Meister des Vorjahres             |
| (P)                    | Pokalsieger des Vorjahres         |
| (L)                    | Ligapokalsieger des Vorjahres     |
| (N)                    | Aufsteiger aus der First Division |

### Tabellenverlauf
|                        | 1 | 2 | 3 | 4 | 5 | 6 | 7 | 8 | 9 | 10 | 11 | 12 | 13 | 14 | 15 | 16 | 17 | 18 | 19 | 20 | 21 | 22 | 23 | 24 | 25 | 26 | 27 | 28 | 29 | 30 | 31 | 32 | 33 | 34 | 35 | 36 |
| ---------------------- | - | - | - | - | - | - | - | - | - | -- | -- | -- | -- | -- | -- | -- | -- | -- | -- | -- | -- | -- | -- | -- | -- | -- | -- | -- | -- | -- | -- | -- | -- | -- | -- | -- |
| Celtic Glasgow         | 1 | 4 | 2 | 2 | 2 | 2 | 5 | 5 | 3 | 4  | 3  | 3  | 3  | 3  | 3  | 3  | 3  | 3  | 3  | 3  | 3  | 3  | 3  | 2  | 2  | 2  | 2  | 2  | 2  | 2  | 2  | 2  | 2  | 2  | 2  | 2  |
| Stand: Ende der Saison |   |   |   |   |   |   |   |   |   |    |    |    |    |    |    |    |    |    |    |    |    |    |    |    |    |    |    |    |    |    |    |    |    |    |    |    |

### Champions League
Als schottischer Meister des letzten Jahres startete Celtic in der 1. Qualifikationsrunde der Champions League gegen St Patrick’s Athletic aus Irland im Europapokal. Im Hinspiel im Celtic Park gab es ein enttäuschendes 0:0-Unentschieden. Im Rückspiel eine Woche später im Richmond Park gewann Celtic durch zwei Tore der skandinavischen Spieler Henrik Larsson und Harald Brattbakk mit 2:0. In der 2. Qualifikationsrunde traf Celtic auf Croatia Zagreb aus Kroatien, bestehend aus mehreren Spielern, die der Kroatischen Nationalmannschaft bei der Weltmeisterschaft 1998 auf den dritten Platz verholfen hatten. Das erste Spiel in Schottland, fand inmitten eines Streits zwischen Celtic-Spielern und den Vereinsbossen über Bonuszahlungen statt. Ein Tor von Darren Jackson bescherte Celtic einen 1:0-Sieg. Im Rückspiel gab es nach einer schlechten Leistung eine 0:3-Niederlage im Zagreber Maksimir, nachdem einmal Silvio Marić und Robert Prosinečki zweimal getroffen hatten. Nur eine gute Leistung von Torwart Jonathan Gould im Tor rettete Celtic vor einer deutlicheren Niederlage. Als unterlegene Mannschaft nahm Celtic an der ersten Runde des UEFA-Pokals teil.
| Runde                  | Datum           | Gegner                | Ort      | Ergebnis | Tore für Celtic Glasgow |
| ---------------------- | --------------- | --------------------- | -------- | -------- | ----------------------- |
| 1. Qualifikationsrunde | 22. Juli 1998   | St Patrick’s Athletic | Heim     | 0:0      |                         |
| 1. Qualifikationsrunde | 29. Juli 1998   | St Patrick’s Athletic | Auswärts | 2:0      | Brattbakk, Larsson      |
| 2. Qualifikationsrunde | 12. August 1998 | Croatia Zagreb        | Heim     | 1:0      | Jackson                 |
| 2. Qualifikationsrunde | 26. August 1998 | Croatia Zagreb        | Auswärts | 0:3      |                         |

### UEFA-Pokal
Celtic Glasgow spielte nach dem „Abstieg“ aus der Champions League im UEFA-Pokal weiter. In der 1. Runde traf Celtic auf Vitória Guimarães aus Portugal. Im Hinspiel in Guimarães ging Celtic bereits in der 1. Spielminute durch ein Tor von Henrik Larsson in Führung. In der 70. Minute gelang Celtic das 2:0 durch Simon Donnelly, ehe die Portugiesen vier Minuten vor dem Spielende durch Geraldo auf 1:2 verkürzten. Das Rückspiel in Glasgow endete mit dem gleichen Ergebnis. Nach dem Führungstor durch Alan Stubbs in der ersten Halbzeit, glich Guimarães in der 87. Minute durch Fredrik Söderström aus. Henrik Larsson traf in der 90. Minute zum 2:1-Sieg.
In der 2. Runde traf Celtic auf den FC Zürich aus der Schweiz. Beide Teams trafen zuletzt in der Saison 1966/67 im Europapokal der Landesmeister aufeinander als Celtic mit 3:0 und 2:0 gewann und später den Titel im Finale gegen Inter Mailand holte. Im Hinspiel im Celtic Park wurde Tom Boyd in der 45. Minute mit der Roten Karte vom Platz gestellt und Jonathan Gould parierte einen Elfmeter von Shaun Bartlett. Celtic war zu diesem Zeitpunkt mit 1:0 in Führung nachdem Harald Brattbakk (23.) getroffen hatte. Zürich gelang in Überzahl durch Urs Fischer (75.) der Ausgleich. In einem spektakulären Europapokalspiel bei strömendem Regen verlor Celtic das Rückspiel im Letzigrund mit 2:4. Erst in der 2. Halbzeit fielen die Tore. Zehn Spieler mussten aufgrund einer Verletzung oder einer Sperre in Glasgow zurückbleiben. Zürich ging in der 51. Minute durch Giorgio Del Signore in Führung, die Frédéric Chassot fünf Minuten später auf 2:0 erhöhte. Direkt im Anschluss gelang Phil O’Donnell (57.) das 1:2. In der 61. Minute stellte Shaun Bartlett den alten Abstand wieder her, bevor Henrik Larsson zum 3:2 traf. (72.) Nur drei Minuten später traf César Augusto Sant’Anna zum 4:2-Endstand.
| Runde    | Datum              | Gegner            | Ort      | Ergebnis | Tor für Celtic Glasgow |
| -------- | ------------------ | ----------------- | -------- | -------- | ---------------------- |
| 1. Runde | 15. September 1998 | Vitória Guimarães | Auswärts | 2:1      | Larsson, Donnelly      |
| 1. Runde | 29. September 1998 | Vitória Guimarães | Heim     | 2:1      | Stubbs, Larsson        |
| 2. Runde | 20. Oktober 1998   | FC Zürich         | Heim     | 1:1      | Brattbakk              |
| 2. Runde | 3. November 1997   | FC Zürich         | Auswärts | 2:4      | O’Donnell, Larsson     |

### Scottish FA Cup
Celtic Glasgow stieg in der 3. Runde gegen den Zweitligisten Airdrieonians FC in den schottischen Pokal ein gegen den sie im Ligapokal überraschend ausgeschieden waren. Nach einem 3:1-Sieg in Airdrie gewann Celtic im Achtelfinale souverän mit 4:0 gegen den Ligakonkurrenten Dunfermline Athletic in dem Henrik Larsson einen Hattrick erzielte. Im Viertelfinale wurde der Zweitligist Greenock Morton bezwungen. Im Halbfinale gewann Celtic mit Dundee United wieder gegen einen Erstligisten und erreichte zum ersten Mal seit 1995 wieder das Pokalfinale. Celtic traf im Finale im Old-Firm-Derby auf die Rangers. Durch ein Tor von Rod Wallace wurde das Pokalfinale mit 0:1 verloren.
| Runde         | Datum            | Gegner               | Ort        | Ergebnis | Tor(e) für Celtic Glasgow               |
| ------------- | ---------------- | -------------------- | ---------- | -------- | --------------------------------------- |
| 3. Runde      | 23. Januar 1999  | Airdrieonians FC     | Heim       | 3:1      | Larsson, Stewart (Eigentor), O’Donnell, |
| Achtelfinale  | 13. Februar 1999 | Dunfermline Athletic | Heim       | 4:0      | Larsson (3×), Brattbakk                 |
| Viertelfinale | 8. März 1999     | Greenock Morton      | Auswärts   | 3:0      | Viduka (2×), Larsson                    |
| Halbfinale    | 10. April 1999   | Dundee United        | Heim 1     | 2:0      | Blinker, Viduka                         |
| Finale        | 29. Mai 1999     | Glasgow Rangers      | Auswärts 2 | 0:1      |                                         |

### Scottish League Cup
Celtic startete als Titelverteidiger in den Wettbewerb. Der Verein startete in der 3. Runde gegen den Zweitligisten Airdrieonians FC und verlor mit 0:1 durch ein Elfmetertor von Marvyn Wilson, nachdem Stéphane Mahé Allan Moore gefoult hatte.
| Runde    | Datum           | Gegner           | Ort      | Ergebnis | Tor(e) für Celtic Glasgow |
| -------- | --------------- | ---------------- | -------- | -------- | ------------------------- |
| 3. Runde | 19. August 1998 | Airdrieonians FC | Auswärts | 0:1      |                           |

## Spielerstatistiken
| Spieler           | Scottish Premier Division | Scottish Premier Division | Scottish Premier Division | Scottish Premier Division | Europapokal | Europapokal | Europapokal | Europapokal | Scottish FA Cup | Scottish FA Cup | Scottish FA Cup | Scottish FA Cup | Scottish League Cup | Scottish League Cup | Scottish League Cup | Scottish League Cup | Total    | Total | Total       | Total      |
| Spieler           | Einsätze                  | Tore                      | Gelbe Karte               | Rote Karte                | Einsätze    | Tore        | Gelbe Karte | Rote Karte  | Einsätze        | Tore            | Gelbe Karte     | Rote Karte      | Einsätze            | Tore                | Gelbe Karte         | Rote Karte          | Einsätze | Tore  | Gelbe Karte | Rote Karte |
| ----------------- | ------------------------- | ------------------------- | ------------------------- | ------------------------- | ----------- | ----------- | ----------- | ----------- | --------------- | --------------- | --------------- | --------------- | ------------------- | ------------------- | ------------------- | ------------------- | -------- | ----- | ----------- | ---------- |
| Enrico Annoni     | 14                        | 0                         | 3                         | 0                         | 2           | 0           | 0           | 0           | 2               | 0               | 0               | 0               | 1                   | 0                   | 1                   | 0                   | 19       | 0     | 4           | 0          |
| Marc Anthony      | 0                         | 0                         | 0                         | 0                         | 0           | 0           | 0           | 0           | 0               | 0               | 0               | 0               | 0                   | 0                   | 0                   | 0                   | 0        | 0     | 0           | 0          |
| Regi Blinker      | 15                        | 4                         | 2                         | 0                         | 4           | 0           | 1           | 0           | 5               | 1               | 1               | 0               | 1                   | 0                   | 1                   | 0                   | 25       | 5     | 5           | 0          |
| Tom Boyd          | 31                        | 0                         | 6                         | 0                         | 6           | 0           | 1           | 1           | 4               | 0               | 1               | 0               | 1                   | 0                   | 0                   | 0                   | 42       | 0     | 8           | 1          |
| Harald Brattbakk  | 23                        | 5                         | 1                         | 0                         | 7           | 2           | 0           | 0           | 2               | 1               | 0               | 0               | 0                   | 0                   | 0                   | 0                   | 32       | 8     | 1           | 0          |
| Craig Burley      | 21                        | 9                         | 5                         | 0                         | 7           | 0           | 1           | 0           | 2               | 0               | 0               | 0               | 1                   | 0                   | 0                   | 0                   | 31       | 9     | 6           | 0          |
| Mark Burchill     | 20                        | 8                         | 0                         | 0                         | 0           | 0           | 0           | 0           | 2               | 0               | 0               | 0               | 1                   | 0                   | 0                   | 0                   | 23       | 8     | 0           | 0          |
| John Convery      | 0                         | 0                         | 0                         | 0                         | 0           | 0           | 0           | 0           | 0               | 0               | 0               | 0               | 0                   | 0                   | 0                   | 0                   | 0        | 0     | 0           | 0          |
| Gerard Crossley   | 0                         | 0                         | 0                         | 0                         | 0           | 0           | 0           | 0           | 0               | 0               | 0               | 0               | 0                   | 0                   | 0                   | 0                   | 0        | 0     | 0           | 0          |
| Simon Donnelly    | 23                        | 5                         | 2                         | 0                         | 8           | 1           | 1           | 0           | 2               | 0               | 0               | 0               | 1                   | 0                   | 0                   | 0                   | 34       | 6     | 3           | 0          |
| Barry Elliott     | 0                         | 0                         | 0                         | 0                         | 0           | 0           | 0           | 0           | 0               | 0               | 0               | 0               | 0                   | 0                   | 0                   | 0                   | 0        | 0     | 0           | 0          |
| James Gallagher   | 0                         | 0                         | 0                         | 0                         | 0           | 0           | 0           | 0           | 0               | 0               | 0               | 0               | 0                   | 0                   | 0                   | 0                   | 0        | 0     | 0           | 0          |
| Jonathan Gould    | 28                        | 0                         | 0                         | 0                         | 8           | 0           | 0           | 0           | 5               | 0               | 0               | 0               | 1                   | 0                   | 0                   | 0                   | 42       | 0     | 0           | 0          |
| David Hannah      | 9                         | 0                         | 1                         | 0                         | 3           | 0           | 0           | 0           | 1               | 0               | 0               | 0               | 0                   | 0                   | 0                   | 0                   | 13       | 0     | 1           | 0          |
| Colin Healy       | 3                         | 0                         | 0                         | 0                         | 0           | 0           | 0           | 0           | 0               | 0               | 0               | 0               | 0                   | 0                   | 0                   | 0                   | 3        | 0     | 0           | 0          |
| Darren Jackson    | 6                         | 0                         | 1                         | 0                         | 8           | 1           | 0           | 0           | 0               | 0               | 0               | 0               | 1                   | 0                   | 0                   | 0                   | 15       | 1     | 1           | 0          |
| Tommy Johnson     | 3                         | 3                         | 0                         | 0                         | 0           | 0           | 0           | 0           | 1               | 0               | 0               | 0               | 0                   | 0                   | 0                   | 0                   | 4        | 3     | 0           | 0          |
| Stewart Kerr      | 4                         | 0                         | 2                         | 0                         | 1           | 0           | 0           | 0           | 0               | 0               | 0               | 0               | 0                   | 0                   | 0                   | 0                   | 5        | 0     | 2           | 0          |
| Paul Lambert      | 33                        | 1                         | 8                         | 1                         | 8           | 0           | 0           | 0           | 5               | 0               | 0               | 0               | 1                   | 0                   | 1                   | 0                   | 47       | 1     | 9           | 1          |
| Henrik Larsson    | 35                        | 29                        | 2                         | 0                         | 8           | 4           | 1           | 0           | 5               | 5               | 0               | 0               | 0                   | 0                   | 0                   | 0                   | 48       | 38    | 3           | 0          |
| Malky Mackay      | 1                         | 1                         | 1                         | 0                         | 1           | 0           | 1           | 0           | 0               | 0               | 0               | 0               | 1                   | 0                   | 0                   | 0                   | 3        | 1     | 2           | 0          |
| Stéphane Mahé     | 24                        | 0                         | 9                         | 2                         | 6           | 0           | 0           | 0           | 5               | 0               | 0               | 0               | 1                   | 0                   | 0                   | 0                   | 36       | 0     | 9           | 2          |
| ScottMarshall     | 1                         | 0                         | 0                         | 0                         | 0           | 0           | 0           | 0           | 0               | 0               | 0               | 0               | 0                   | 0                   | 0                   | 0                   | 1        | 0     | 0           | 0          |
| John-Paul McBride | 1                         | 0                         | 0                         | 0                         | 0           | 0           | 0           | 0           | 0               | 0               | 0               | 0               | 0                   | 0                   | 0                   | 0                   | 1        | 0     | 0           | 0          |
| Andy McCondichie  | 1                         | 0                         | 0                         | 0                         | 0           | 0           | 0           | 0           | 0               | 0               | 0               | 0               | 0                   | 0                   | 0                   | 0                   | 1        | 0     | 0           | 0          |
| Tosh McKinlay     | 18                        | 0                         | 0                         | 0                         | 4           | 0           | 0           | 0           | 3               | 0               | 0               | 0               | 1                   | 0                   | 0                   | 0                   | 26       | 0     | 0           | 0          |
| Brian McLaughlin  | 0                         | 0                         | 0                         | 0                         | 0           | 0           | 0           | 0           | 0               | 0               | 0               | 0               | 0                   | 0                   | 0                   | 0                   | 0        | 0     | 0           | 0          |
| Jackie McNamara   | 16                        | 0                         | 2                         | 0                         | 6           | 0           | 0           | 0           | 2               | 0               | 0               | 0               | 1                   | 0                   | 0                   | 0                   | 25       | 0     | 2           | 0          |
| Johan Mjällby     | 17                        | 1                         | 6                         | 0                         | 0           | 0           | 0           | 0           | 4               | 0               | 3               | 1               | 0                   | 0                   | 0                   | 0                   | 21       | 1     | 9           | 1          |
| Ľubomír Moravčík  | 14                        | 6                         | 1                         | 0                         | 0           | 0           | 0           | 0           | 3               | 0               | 2               | 0               | 0                   | 0                   | 0                   | 0                   | 17       | 6     | 3           | 0          |
| Phil O’Donnell    | 15                        | 3                         | 0                         | 0                         | 3           | 1           | 1           | 0           | 3               | 1               | 0               | 0               | 1                   | 0                   | 0                   | 0                   | 22       | 5     | 1           | 0          |
| Marc Rieper       | 7                         | 0                         | 0                         | 0                         | 5           | 0           | 0           | 0           | 0               | 0               | 0               | 0               | 0                   | 0                   | 0                   | 0                   | 12       | 0     | 0           | 0          |
| Vidar Riseth      | 27                        | 3                         | 2                         | 1                         | 0           | 0           | 0           | 0           | 3               | 0               | 2               | 0               | 0                   | 0                   | 0                   | 0                   | 30       | 3     | 4           | 1          |
| Alan Stubbs       | 23                        | 1                         | 4                         | 0                         | 6           | 1           | 0           | 0           | 3               | 0               | 0               | 0               | 0                   | 0                   | 0                   | 0                   | 32       | 2     | 4           | 0          |
| Mark Viduka       | 9                         | 5                         | 0                         | 1                         | 0           | 0           | 0           | 0           | 2               | 3               | 1               | 0               | 0                   | 0                   | 0                   | 0                   | 11       | 8     | 1           | 1          |
| Tony Warner       | 3                         | 0                         | 0                         | 0                         | 0           | 0           | 0           | 0           | 0               | 0               | 0               | 0               | 0                   | 0                   | 0                   | 0                   | 3        | 0     | 0           | 0          |
| Morten Wieghorst  | 7                         | 0                         | 2                         | 0                         | 0           | 0           | 0           | 0           | 2               | 0               | 1               | 0               | 0                   | 0                   | 0                   | 0                   | 9        | 0     | 3           | 0          |

### Zuschauerzahlen und Sponsoren
In der Saison 1998/99 betrug die durchschnittliche Besucherzahl in der Liga 55.916 und der Verkauf von Dauerkarten überstieg 53.000, die höchste Zahl in Großbritannien zu dieser Zeit. Es war die letzte von zwei Spielzeiten, in der der Bekleidungs- und Sportartikelhersteller Umbro auch das Trikotsponsoring übernahm.
| Celtic Park       | 60.506 | 1.006.481 | 55.916 | 92,41 % | Umbro | Umbro |
| Stand: Saisonende |        |           |        |         |       |       |